# Девиц, Андрей Петрович
Андрей Петрович фон Девиц (не позднее 1700 — 1758) — русский офицер немецкого происхождения, генерал-лейтенант (1742). Участник Русско-турецкой войны 1735—1739 годов.

## Биография
О рождении, молодости и образовании сведений нет. Служить начал при Петре I.
Военная Коллегия на основании указа императрицы Екатерины I постановила 19 декабря 1725 года командировать от пехотных полков воинские команды для составления из них пяти полков, которые затем отправлялись в комплект Низового Корпуса. В начале 1726 года, в Москве генерал Бон сформировал пять пехотных полков, в составе одной гренадерской и семи фузелерных рот в каждом. Эти сформированные полки, согласно указу, получили названия по фамилиям своих командиров, а именно: 1-й – фон Девица, 2-й – Вединга, 3-й – Дубасова, 4-й Маслова, затем Барыкова, 5-й – фон Лукеева. С 15 декабря 1726 по 1732 год в чине полковника полка своего имени во вновь отошедших от Персии к России провинциях.
К моменту Русско-турецкой войны 1735—1739 годов полковник. Участник похода армии Б. Миниха в Крым 1736 года. Участник штурма Перекопа 20 мая 1737 года. Комендант Перекопа во главе двух регулярных полков и 1200 казаков. Обеспечивал операции армии в Крыму, логистику и госпиталь в Перекопе. В этом качестве упомянут в историческом источнике анонимной Записке о том, сколько я памятую о крымских и турецких походах.
Генерал-майор с 11 мая 1737 года, генерал-лейтенант с 1 июня 1742 года.
Старший воинский начальник и командующий Кизлярским краем с 25 апреля 1746 года по ноябрь 1751 года. Вёл приграничные дела с кумыками и персами.
5 сентября 1748 кавалер ордена Святого Александра Невского.
Умер в 1758 году.